# Red (rivière de Nouvelle-Zélande)
Pour les articles homonymes, voir Red.
La rivière Red  est une petite rivière de l’Ile du Nord de la Nouvelle-Zélande, dans la région de Manawatu-Wanganui. Elle se jette dans le fleuve Akitio.